# And Their Families
And Their Families ist ein US-amerikanischer teilanimierter Kurzfilm von Lou Lilly und Lew Landers aus dem Jahr 1942.

## Handlung
Der Film zeigt Nashörner, Alligatoren, Tauben und Bären, die humorvolle Kommentare und Witze, aber auch Lieder zum Besten geben. Unter anderem ist eine Bärenfamilie zu sehen, die das Lied Darktown Strutter’s Ball singt.

## Produktion
And Their Families entstand als Teil der populären Kurzfilmreihe Speaking of Animals. Dabei wurden Aufnahmen von Tieren per Rotoskopie mit separat gefilmten Mündern versehen und so zum „Sprechen“ gebracht. Der Film erschien am 4. Juni 1942. Weitere Teile der Speaking-of-Animals-Reihe, die bis 1949 lief, waren zum Beispiel der oscarnominierte Kurzfilm Down on the Farm sowie der mit einem Oscar ausgezeichnete Kurzfilm Who’s Who in Animal Land.

## Auszeichnungen
And Their Families wurde 1943 mit einem Oscar in der Kategorie „Bester Kurzfilm (eine Filmrolle)“ ausgezeichnet.